# Amir Shariat

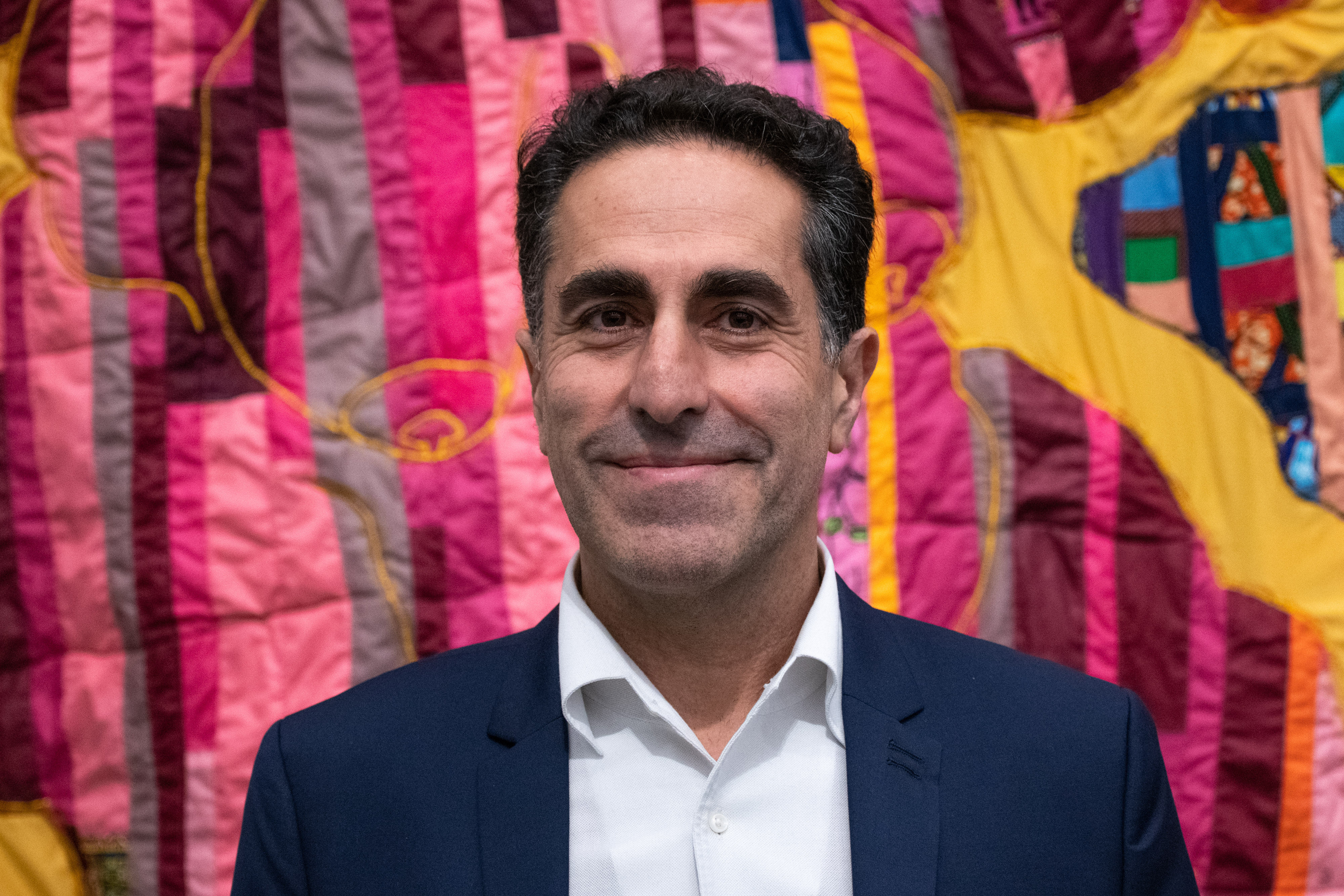
Amir Shariat (2022)

Amir Shariat (* 20. Jahrhundert) ist ein österreichischer Kunstsammler und Kunsthändler.

## Leben
Amir Shariat, geboren im Iran, emigrierte mit seiner Familie nach Österreich während der Islamischen Revolution. Sein Vater, ein ehemaliger Zeitungsverleger, wurde Kunsthändler in Wien. Zunächst als Investment-Banker tätig, wurde er später erfolgreich als internationaler Artist-Manager. Sein Bruder ist der Urologe Shahrokh Shariat.

## Schwerpunkte und Ausstellungen
Die Ausstellung "The New African Portraiture. Shariat Collections" in der Kunsthalle Krems zeigt seine Sammlung. Er förderte Künstler wie Tamás Hencze, Endre Tót und Bruno Gambone. In Ausstellungen, die er mit Zitaten aus Rapsong-Lyrics betitelte, brachte er postmoderne und zeitgenössische Kunst zusammen. Shariat ist auch bekannt als Sammler postmoderner abstrakter Malerei, österreichischer Kunst der 1980er-Jahre und Werken zeitgenössischer US-amerikanischer Künstler wie Kennedy Yanko. Sein Interesse gilt mittlerweile auch der afroamerikanischen und afrikanischen Kunst.

## Kontroversen
Er vermittelte den Deal für André Hellers Basquiat-Rahmen und kam so im Herbst in die Schlagzeilen, als der Schwindel um ein mutmaßliches Werk Jean-Michel Basquiats aufflog.

## Werke
- mit Christiane Druml (Hrsg.): Anatomie – Alexandre Diop im Josephinum, Verlag Bibliothek der Provinz, Weitra 2024, ISBN 978-3-99126-237-4.